# Je te tiens, tu me tiens par la barbichette (film)
Pour le jeu enfantin, voir Jeu de la barbichette.
Pour plus de détails, voir Fiche technique et Distribution.
Je te tiens, tu me tiens par la barbichette est un film français humoristique écrit et réalisé par Jean Yanne, et sorti en 1979.

## Synopsis
L'inspecteur Chodaque est chargé d'enquêter sur l'enlèvement de Patrice Rengain, l'animateur vedette de la chaîne AF4. Il se rend vite compte que, malgré les apparences, Rengain n'est guère apprécié de ses collaborateurs ; aussi décide-t-il de mener son enquête dans les studios...

## Fiche technique
- Titre : Je te tiens, tu me tiens par la barbichette
- Réalisation : Jean Yanne
- Scénario : Gérard Sire et Jean Yanne
- Dialogues : Gérard Sire, Jean Yanne
- Producteurs : Pierre Andrieux et Jean Yanne
- Musique : Jacques Morali
- Chorégraphie : Marilyn Corwin
- Assistant réalisateur : Patrick Jamain, Louis Becker, Marc Rivière
- Montage : Anne-Marie Cotret
- Photographie : Bernard Lutic
- Décors : Théobald Meurisse
- Costumes : Jacques Fonteray
- Son : Michel Vionnet
- Durée : 100 minutes
- Genre : Comédie dramatique et policier
- Pays :  France
- Langue : français
- Date de sortie : France : 4 avril 1979
- Affiche : Clément Hurel (France)

## Distribution
- Jean Yanne : inspecteur, puis commissaire Chodaque / Selim Azerbaïdjan / voix de la pub « Tubet's »
- Mimi Coutelier : inspecteur Monique Trechois
- François Perrot : le commissaire
- Jean Desailly : le directeur de la Police Judiciaire
- Jean-Claude Dreyfus : l'adjoint de Chodaque au look de « Kojak »
- David Carradine : le professeur d'arts martiaux à LAPD
- Michel Duchaussoy : Patrice Rengain, présentateur de « Disco City »
- Jacques François : Albin Brucheloir, président de la chaîne AF4
- Micheline Presle : Mlle Chagrin, directrice financière de AF4
- Lawrence Riesner : un responsable de AF4
- Bernard Tiphaine : un dirigeant d'AF4 qui compte la rançon
- Jean-Pierre Moulin : un dirigeant d'AF4
- Laurence Badie : l'employée qui apporte le doigt coupé
- Claude Brosset : Bastien, le réalisateur
- Daniel Prévost : Siegfried Dache, assistant puis remplaçant de Rengain
- Catherine Lachens : responsable de la régie
- Jean-Pierre Cassel : Jean-Marcel Grumet, présentateur de « Je te tiens, tu me tiens par la barbichette »
- Georges Beller : assistant de plateau
- Michel Robbe : présentateur du journal télévisé
- Mort Shuman : Larsen, le producteur
- Carlos : Condom
- Jean Le Poulain : Drouillard, le candidat invaincu
- Marcel Gassouk : le candidat hilare d'être vaincu
- Étienne Chicot : Ladislas Colère, chanteur de la chanson « La flicaille »
- Marco Perrin : le pompier
- Pierre Frag : technicien de plateau
- Jacques Bouanich : technicien de plateau
- Laure Moutoussamy : speakerine
- Arielle Dombasle : actrice de la publicité « Gerbastop » (non créditée)
- Alex Métayer : acteur de la publicité « Podospray déodorant » (non crédité)
- Annette Pavy : actrice de la publicité « Podospray déodorant » (non créditée)
- Hervé-Axel Colombel : acteur de la publicité « couches pour bébés Cusec » (non crédité)
- Marilys Morvan : actrice publicités « détachant 3,14116 » et « couches pour bébé Cusec » (non créditée)
- Muriel Montossé : actrice de la publicité pour l'oignon (non créditée)
- Estella Blain : Ulla Smorgenson, actrice de la publicité pour l'oignon (non créditée)
- Jean-Marie Pallardy : l'adjoint de Chodaque à l'imperméable (non crédité)
- Claude Legros : un candidat au jeu

et
- Village People : eux-mêmes
- The Ritchie Family : le groupe vocal féminin interprétant la chanson « Je te tiens, tu me tiens par la barbichette »
- Les Claudettes : les pom-pom girls de l'émission Je te tiens, tu me tiens par la barbichette

## Autour du film
- Mimi Coutelier, la compagne d'alors de Jean Yanne, se voit offrir un rôle important (une femme flic qui devient une vedette du show-biz).

- Le casting contient nombre d'acteurs connus et fidèles des films de Jean Yanne, parmi lesquels des seconds rôles confirmés tels que Jacques François, Daniel Prévost, Jean-Pierre Cassel.

- Ce film fut réalisé en pleine période du disco triomphant. Le film en distille sous toutes ses formes : par la musique omniprésente, le style vestimentaire, les décors, par « l'esprit »...

- Dans les fausses publicités censées être diffusées par AF4, apparaissent les acteurs Alex Metayer, Muriel Montossey et Arielle Dombasle.

- Comme à son habitude, Jean Yanne nous propose une comédie grinçante sur les travers de son époque. Ici, il dénonce les dérives de la télévision : 30 ans avant la confession publique de Patrick Le Lay, il fait œuvre de précurseur en déclarant que les émissions débiles que propose la télévision préparent le public à mieux recevoir des messages politiques en fin de soirée.

- Le mode opératoire de la demande de rançon est plus ou moins inspiré de l'affaire Empain qui eut lieu à la même époque et qui défraya la chronique. Si les conditions de l'enlèvement font rétrospectivement penser à celui de  Jean-Edern Hallier, ils n'ont pu influencer le scénario du film qui fut tourné quatre ans avant cet événement.

- Le chanteur Claude François devait participer au film, avec un second rôle, mais le chanteur décédera accidentellement peu avant les débuts du tournage, en mars 1978. Malgré la mort du chanteur, Jean Yanne fera participer les Claudettes, les danseuses de Claude François, dans le film.

- Le logo de la chaîne fictive AF4 reprend le graphisme des chaînes existantes : le "A" de Antenne 2 par Georges Mathieu et le "F" de TF1 par Catherine Chaillet.

- Le plateau central sur lequel s'affrontent les candidats du jeu Je te tiens, tu me tiens par la barbichette est décoré de 4 bustes du robot C-3PO ; le premier film de la saga Star wars étant sorti l'année précédente.
- Le film est tourné aux Studios de Bry-sur-Marne sur le plateau 2000.

- C'est ce film qui a fait connaitre le groupe disco Village People.